# Queixal
Els queixals, també coneguts com a dents molars o simplement molars, són dents que serveixen per mastegar, amb un paper més important que el de les premolars. La seva posició és posterior a la de les canines. Són el tipus de dent més complex en la majoria de mamífers. Els humans en tenen entre vuit i dotze, segons l'aparició o no dels queixals del seny.